# Alois Janáček
Alois Janáček (22. srpna 1900 Jihlava – 2. ledna 1967 Jihlava) byl český a československý úředník, stavební inženýr, politik Československé strany lidové, za kterou byl po roce 1945 poslancem Prozatímního a Ústavodárného Národního shromáždění. Po roce 1948 byl politicky stíhaný komunisty.

## Biografie
Vystudoval stavební inženýrství na ČVUT. V letech 1924-1925 byl zaměstnán jako inženýr na městském stavebním úřadě. V období let 1925-1939 byl vedoucím Městského stavebního úřadu v Jihlavě. 1. září 1939 byl zatčen gestapem jako rukojmí a vězněn v Jihlavě a ve Znojmě. Po propuštění byl na stavebním úřadě zaměstnán již jen jako referent. Od mládí se účastnil veřejného života (redaktor studentského časopisu Jitro, předseda ochotnického spolku Klicpera).
V letech 1945–1946 byl poslancem Prozatímního Národního shromáždění za lidovce. Po parlamentních volbách v roce 1946 se stal poslancem Ústavodárného Národního shromáždění kde setrval formálně do parlamentních voleb roku 1948. V Národním shromáždění působil jako předseda průmyslového výboru. V letech 1945–1948 byl také předsedou Krajského výboru ČSL v Jihlavě.
Po únorovém převratu v roce 1948 patřil do skupiny lidovců, která kritizovala směřování strany, jež se tehdy stala loajální součástí komunistického režimu. V této skupině kromě něj byl i Jaroslav Cuhra. Během roku 1949 byla tato skupina po vlně zatýkání odsouzena k vysokým trestům odnětí svobody. Byli obžalováni z vytvoření „protistátní skupiny“ a spolupráce s emigrací. Státní soud v Praze mu vyměřil trest 25 let vězení. Byl propuštěn až při amnestii prezidenta republiky 9. května 1960. Už v roce 1961 byl ale znovu zatčen a souzen pro „vzájemné spolčení s dalšími osobami k pokusu zvlášť nebezpečným jednáním zničit nebo rozvrátit lidovědemokratické státní zřízení republiky“. 26. října 1961 byli odsouzeni Jaroslav Cuhra na osm let, Alois Janáček na pět let.
V roce 1964 byl po dlouhodobém věznění stižen mrtvicí a v prosinci 1964 byl propuštěn ze zdravotních důvodů. Od té doby žil v Jihlavě v důchodu. O tři roky později zemřel zcela vyčerpán na srdeční infarkt.

## Ocenění
V roce 2014 mu byla udělena Cena Václava Bendy (in memoriam).